# Aguascalientes
Aguascalientesⓘ – stan w Meksyku położony w środkowej części kraju. Graniczy ze stanem Zacatecas, którego kiedyś był częścią i ze stanem Jalisco. Stolicą stanu jest miasto Aguascalientes. Nazwa Aguascalientes oznacza „gorące wody” i wzięła się od licznie występujących gorących źródeł, z których wiele jest wykorzystywanych terapeutycznie i rekreacyjnie. Stan został założony 23 maja 1835 r., kiedy to wydzielono go ze stanu Zacatecas.

## Podział administracyjny
Stan dzieli się na jedenaście gmin (hiszp. municpios), których największą jest gmina stołeczna.

## Historia
Region Aguascalientes zamieszkiwali początkowo Indianie z grupy Cziczimeków. Hiszpanie (Cristobal de Oñate – w 1530) opanowali Aguascalientes po krwawych i długich walkach. Po zakończeniu podboju zaczęła się bezwzględna eksploatacja krajowców, którzy byli pozbawiani ziemi i zatrudniani do niewolniczej pracy w kopalniach i na roli.
W 1575 założone zostaje miasto Nuestra Señora de la Asunción de Aguascalientes. Pierwsi osadnicy zajmowali się głównie uprawą roli (owoce i winorośl), oprócz tego rozwijała się obróbka wełny i drobne rzemiosło. Na obszarze Asientos de Ibarra dobrze prosperowało górnictwo. Z uwagi na swe korzystne położenie geograficzne (pomiędzy Zacatecas i Jalisco) Aguascalientes stało się ważnym ośrodkiem handlowym.
W 1767 wraz z kasatą zakonu jezuitów rozpoczął się okres powolnego upadku gospodarczego, ponieważ zakonnicy byli największymi posiadaczami ziemskimi. W latach 80. XVIII w. pojawia się klęska głodu, która prowadzi do zmniejszenia się populacji i pogłębienia kryzysu gospodarczego. Przed uzyskaniem przez Meksyk niepodległości zainicjowane zostały roboty publiczne, wsparte przez Kościół, które poprawiają sytuację ekonomiczną mieszkańców. 9 września 1821 lokalni przywódcy powstańczy aresztują władze lojalne wobec króla hiszpańskiego i dołączają do ogólnonarodowego zrywu niepodległościowego.
W 1821 po uzyskaniu niezależności przez Meksyk Aguascalientes staje się częścią stanu Zacatecas. Następne lata przynoszą regionowi okres niestabilności politycznej i chaosu, spowodowanej ciągłymi walkami o władzę pomiędzy konserwatystami i liberałami.
W 1863 Aguascalientes dostaje się pod okupację interwencyjnej armii francuskiej. Po wyparciu Francuzów i rządach narodowego bohatera – Benito Juareza rozpoczął się szybki rozwój gospodarczy, do którego przyczyniły się dyktatorskie rządy Porfirio Diaza forsującego rozbudowę kolei i sieci dróg. W czasie rewolucji meksykańskiej stan był areną zaciekłych walk i kilkakrotnie był przejmowany przez zwalczające się stronnictwa.
W latach 1934–1998 Aguascalientes było niepodzielnie rządzone przez dominującą partię PRI, dopiero w 1998 jej monopol na władzę obaliła PAN.

## Warunki geograficzne i klimatyczne
Jeden z najmniejszych stanów meksykańskich, leżący na rozległym płaskowyżu (wysokość: od 1000 do 3000 m n.p.m.) biorącym swój początek z dwóch grzbietów górskich Sierra Madre, które w kierunku wschodnim i południowym przechodzą w żyzne równiny. Stan posiada łagodne warunki klimatyczne – średnia temperatur waha się ok. 19 °C, jest dobrze nawodniony, klimat ma charakter umiarkowany, występują średnie opady (ok. 450 mm). Największymi rzekami są: San Pedro (albo Aguascalientes) i Calvillo. Główne dopływy San Pedro to m.in.: Morcinique, Chicalote i Santiago.
Roślinność składa się m.in. z karłowatych sosen i dębów.
Dla ochrony cennych zasobów przyrodniczych został utworzony rezerwat Sierra Fría.

## Gospodarka
W latach 50. przeprowadzono tu liczne projekty irygacyjne, dzięki którym znacząco wzrosła wydajność rolnictwa. Żyzne doliny położone na północy i na zachodzie są wykorzystywane głównie dla uprawy roli a równiny do hodowli. Do sąsiadujących stanów eksportuje się głównie: kukurydzę, bydło, muły, konie i skóry. Aguascalientes słynie z doskonałych win i owoców.
Wydobywa się tu takie surowce jak: cynk, miedź, złoto, srebro. Stan posiada gęstą sieć kolejową i drogową oraz dobre połączenia z resztą kraju. W stolicy stanu, mieście Aguascalientes znajduje się port lotniczy.
W ostatnich latach Aguascalientes odchodzi od rolnictwa jako głównej gałęzi gospodarki i swoją ekonomię coraz bardziej opiera na przemyśle (głównie spożywczy, włókienniczy, mechaniczny) i turystyce.

## Galeria

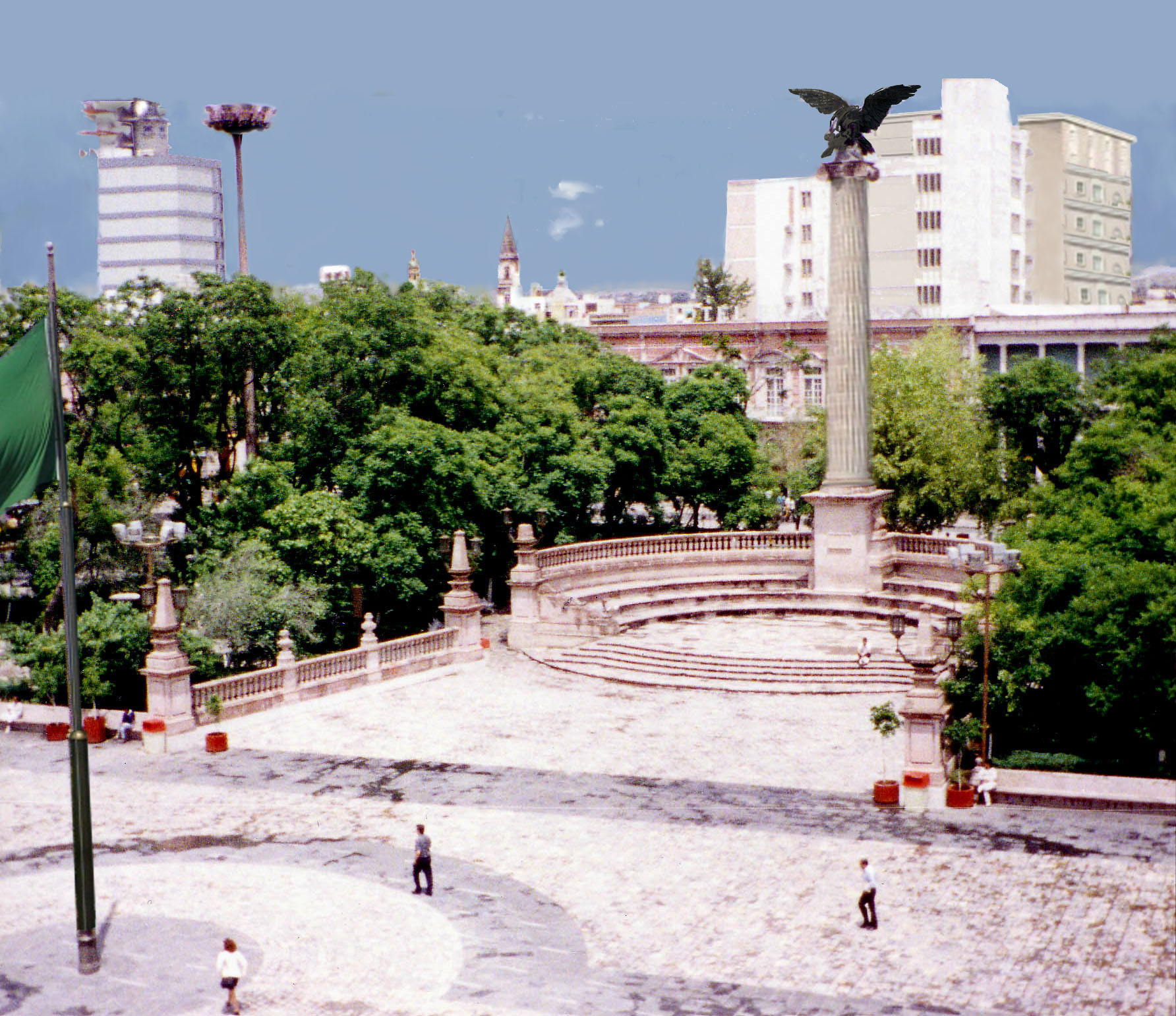
Plaza Patria w mieście Aguascalientes
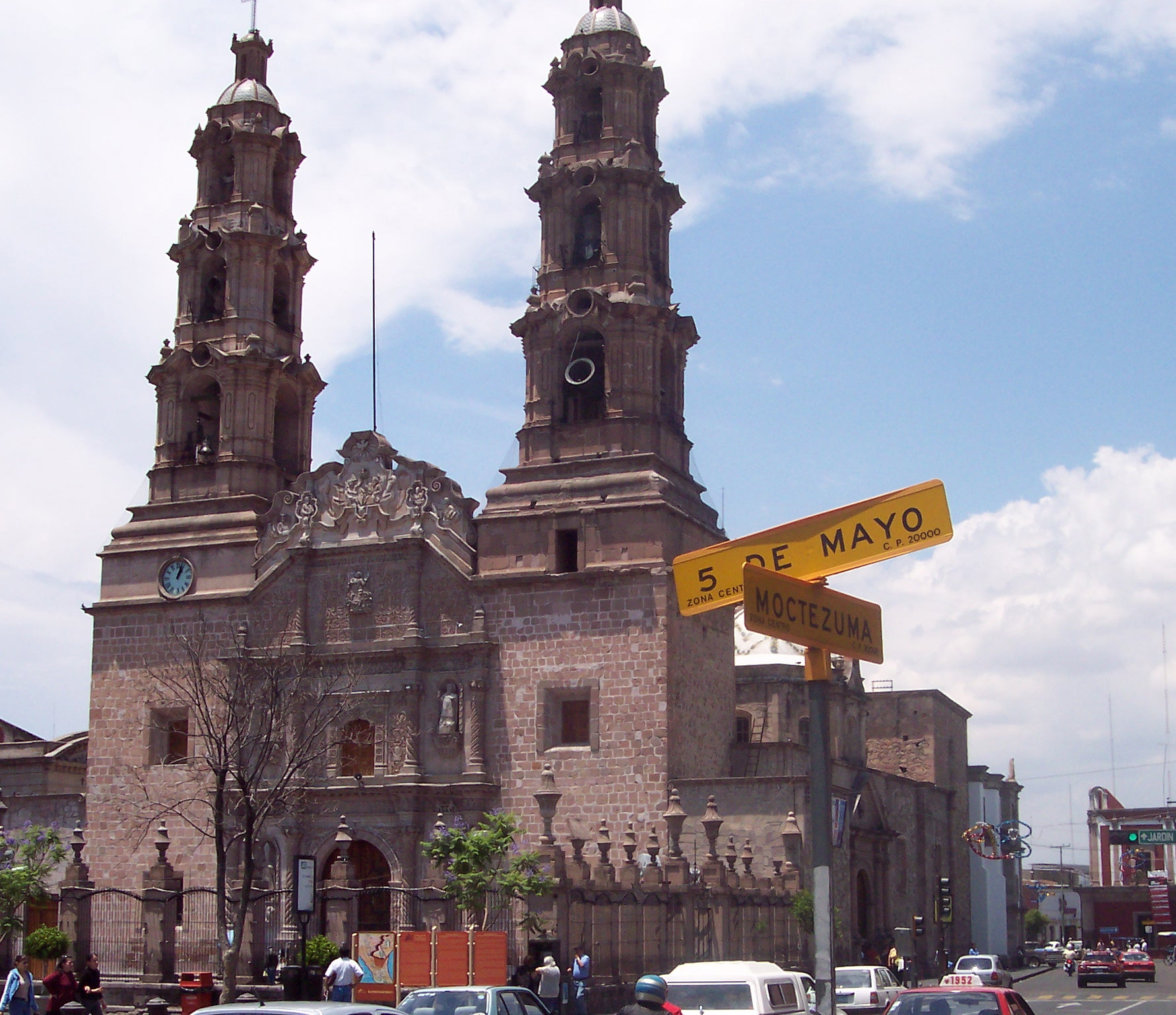
Katedra w mieście Aguascalientes
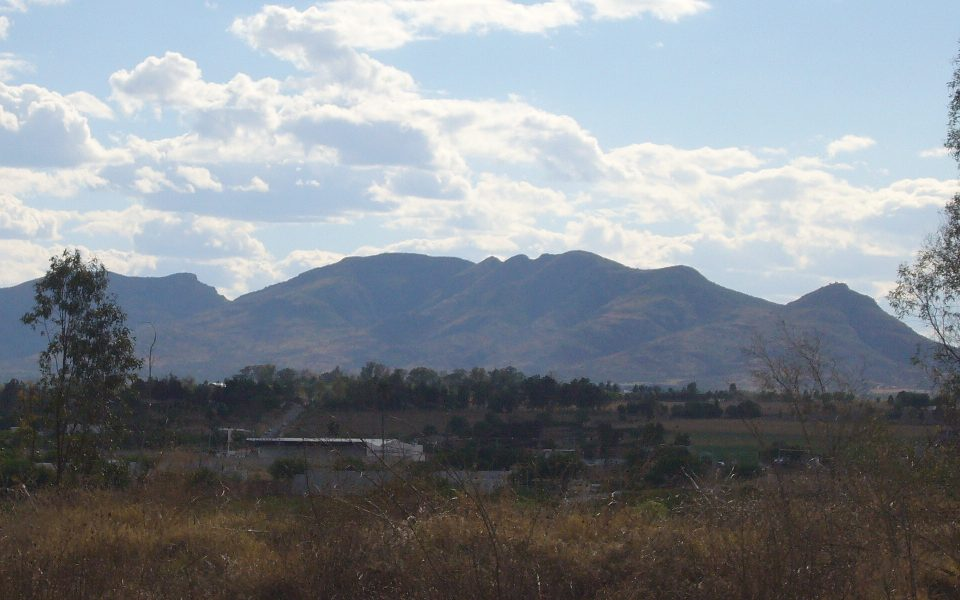
Cerro del Muerto